# Lijst van Noord-Brabantse dorpswapens
Dit artikel bevat een lijst van dorpswapens van plaatsen in Noord-Brabant die nooit een zelfstandige gemeente zijn geweest, of waarvan het wapen afwijkt van het wapen dat zij als gemeente voeren of voerden, of die als gemeente het wapen onder een andere naam voerden. De lijst is alfabetisch gesorteerd. Voor wapens van voormalige gemeenten zie Lijst van wapens van voormalige Noord-Brabantse gemeenten.

## B

Wapen van Bavel

## D

Wapen van De Mortel
Wapen van De Rips
Wapen van Dinteloord

## E

Wapen van Elsendorp

## G

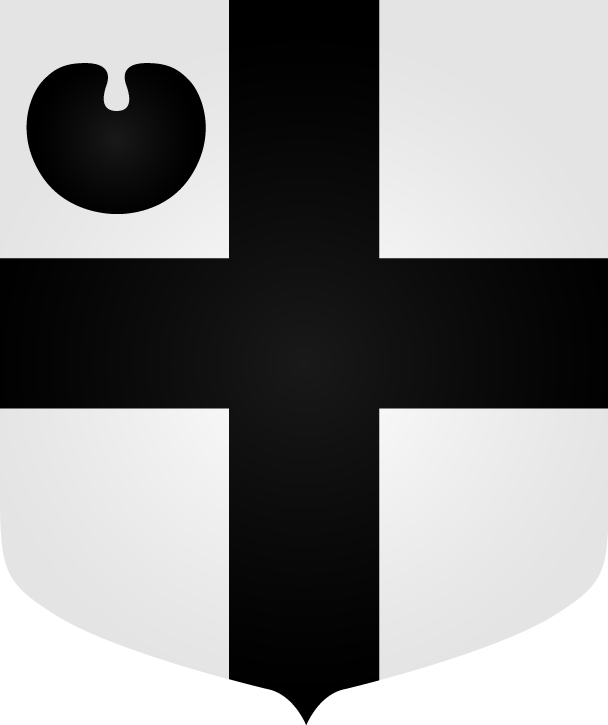
Wapen van Gemert
Wapen van Ginneken

## H

Wapen van Handel
Wapen van Haren

## M

Wapen van Macharen
Wapen van Megen
Wapen van Mierlo-Hout
Wapen van Milheeze

## N

Wapen van Nispen

## R

Wapen van Rosmalen

## S

Wapen van de plaats Sint-Michielsgestel

## U

Wapen van Ulvenhout